# 중천점
중천점(中天點, midheaven) 또는 Mᶜ, MC(medium coeli(미디움 코엘리))는 천체의 외견상 일일 이동에 있어서 가장 높은 점 즉 그것의 상승하는 동쪽 지평선과 하강하는 서쪽 지평선의 중간점에 상응하는 황도의 점을 찾는데 목적을 두고 있는 한 점이다. 그것은 황도 좌표계로 정의된다. 중천점이 (우리의 지역별 천정의) 바로 위의 점은 아니지만, 황도와 자오선의 교차점을 나타낸다.
북반구에서, 관측자가 남쪽으로 갈 수록, 지평선에 대한 중천점은 더 낮아지게 되지만, 그것은 황도의 일부이며, 행성들의 경로인 상승점부터 하강점까지의 호에서 그것들의 가장 높은 적위에 이르게 되는 점을 타나내는 특정 시간의 정남쪽의 점임에는 변함이 없다. 남반구에서 그것은 정반대로 행성이 정북쪽을 향한 중천점에 이르는 곳이다.

## 점성술에서의 사용

이 출생 천궁도에서 중천점은 꼭대기 근처에 있는 Mc로 표시된다.

중천점은 출생 차트에서 가장 중요한 모서리 가운데 하나이다. 전통적으로 그것은 직업과 지위, 삶의 목적, 열망, 공적 평판 그리고 우리의 삶의 목표를 나타낸다.
알카비티우스와 플라치두스, 캄파누스, 레기오몬타누스, 자오선 그리고 카루신스키 하우스 체계에서, 지방 자오선은 10번째 하우스의 시작점이 되는 중천점을 지난다. 동분 하우스 체계에서 중천점은 9번째나 10번째 또는 11번째 하우스에서 발견될 수 있다. 땅 아래쪽에 있는 그 축의 끝은 천저점(天底點, lower midheaven) 또는 IC(Imum Coeli(이뭄 코엘리))로 알려져 있다.
전통적으로, 중천점은 경력이나 일하는 삶의 기간 동안의 목표를 나타내는 것으로 알려져 있지만, 그것은 그러한 목표의 유형을 규정하지는 않으며, 매우 개인적이며 영적인 목표까지도 나타낼 수 있다. 사람은 중천점이 있는 점성학적 별자리의 특성에 감복하여 일체감을 갖게 될 것이다. 아주 종종 중천점의 시작점이 있는 별자리는 출생인이 추구하게 될 삶의 직업이나 생업의 종류가 무엇인지 또는 명성은 어떠한지를 나타낸다. 또한, 그것은 개인이 시련의 상황에 어떻게 반응하는지를 반영한다.
중전점은 매우 종종 부모, 자주 어머니 그리고 때때로 아버지를 나타낸다. 정반대쪽 끝의 모서리인 천저점 또는 IC도 가끔 부모를 나타내기도 한다.

## 상승점 별자리와 중천점 별자리의 조합
중천점은 언제나 남쪽이나 북쪽에 정렬되어 있다. 그러나, 상승점과 하강점은 반드시 동쪽과 서쪽에 정렬되어 있지는 않은데, 따라서, 상승점이 반드시 중천점에서 90도에 위치하는 것도 아니다. 상승점은 태양이 지평선 위로 가장 먼저 나타나는 곳이다. 회귀선에 있는 관찰자들에게 그것은 언제나 정동쪽에 근접해 있으며, 항상 중천점과 90도에 가깝게 떨어져 있게 된다.
황도에 대한 지구 자전축의 기울기로 인하여, 적도와 멀리 떨어져 있을수록 몇몇 별자리들은 지평선을 가로지르는 데 걸리는 시간이 다른 것들 보다 오래 걸린다. 북반구에서 게자리부터 사수자리까지의 별자리들이 염소자리부터 게자리 까지의 별자리들 보다 상승하는 시간이 더 긴 반변, 남반구에서는 그러한 경우와 정반대이다.
그러나, 생성된 천궁도에서 해당 항성시의 중천점 별자리는 해당 위치의 위도는 개의치 않는다. 그러함은 경도에 따라 중천점 별자리가 달라진다는 뜻이다. 적도에서는 일반적으로 중천점이 있는 별자리는 상승점이 있는 별자리에서 세 별자리 앞에 있지만, 매우 고위도인 지역에서 그것은 상승점이 있는 별자리 앞의 하나의 별자리부터 다섯 개의 별자리 사이에 있게 된다. 단기 상승의 별자리(물병자리, 물고기자리, 양자리)가 중천점에 있을 때, 상승점과 중천점의 간격이 넓으며, 단기 상승의 별자리(처녀자리, 천칭자리, 전갈자리)가 그러할 때는 그 간격이 보다 좁다.
| 상승점 별자리 | 북반구의 중위도에서의 중천점 별자리 | 북반구의 고위도에서의 중천점 별자리 | 남반구에서의 중천점 별자리 |
| ------------- | ----------------------------------- | ----------------------------------- | -------------------------- |
| 양자리        | 염소자리                            | 염소자리                            | 염소자리, 물병자리         |
| 황소자리      | 염소자리, 물병자리                  | 염소자리                            | 물병자리, 물고기자리       |
| 쌍둥이자리    | 물병자리, 물고기자리                | 염소자리, 물병자리                  | 물고기자리, 양자리         |
| 게자리        | 물고기자리, 양자리                  | 물병자리, 물고기자리                | 양자리, 황소자리           |
| 사자자리      | 양자리, 황소자리                    | 물고기자리, 양자리, 황소자리        | 황소자리, 쌍둥이자리       |
| 처녀자리      | 황소자리, 쌍둥이자리                | 황소자리, 쌍둥이자리                | 쌍둥이자리                 |
| 천칭자리      | 게자리, 사자자리                    | 게자리, 사자자리                    | 게자리                     |
| 전갈자리      | 사자자리, 처녀자리                  | 사자자리, 처녀자리, 천칭자리        | 게자리, 사자자리           |
| 사수자리      | 처녀자리, 천칭자리                  | 천칭자리, 전갈자리                  | 사자자리, 처녀자리         |
| 염소자리      | 천칭자리, 전갈자리                  | 전갈자리, 사수자리                  | 처녀자리, 천칭자리         |
| 물병자리      | 전갈자리, 사수자리                  | 사수자리                            | 천칭자리, 전갈자리         |
| 물고기자리    | 사수자리                            | 사수자리                            | 전갈자리, 사수자리         |